# The Boxcar
The Boxcar är ett berg i provinsen British Columbia i Kanada. Det ligger i Cathedral Provincial Park nära gränsen till USA. Berget har två toppar, en östlig som ligger 2 591 meter över havet och en västlig som är något lägre. Primärfaktorn är 169 meter.